# Wagagai (bergstopp i Kenya)
Wagagai är en bergstopp i Kenya, på gränsen till Uganda. Den ligger i den västra delen av landet, 400 km nordväst om huvudstaden Nairobi. Toppen på Wagagai är 4 110 meter över havet.
Terrängen runt Wagagai är kuperad österut, men västerut är den bergig.  Trakten runt Wagagai är nära nog obefolkad, med mindre än två invånare per kvadratkilometer. Närmaste större samhälle är Laboot, 14,2 km sydost om Wagagai. Trakten runt Wagagai består i huvudsak av gräsmarker.